# Venă nazofrontală
Vena nazofrontală este o venă situată în ochi, care se varsă în vena oftalmică superioară.